# Miodokwiat

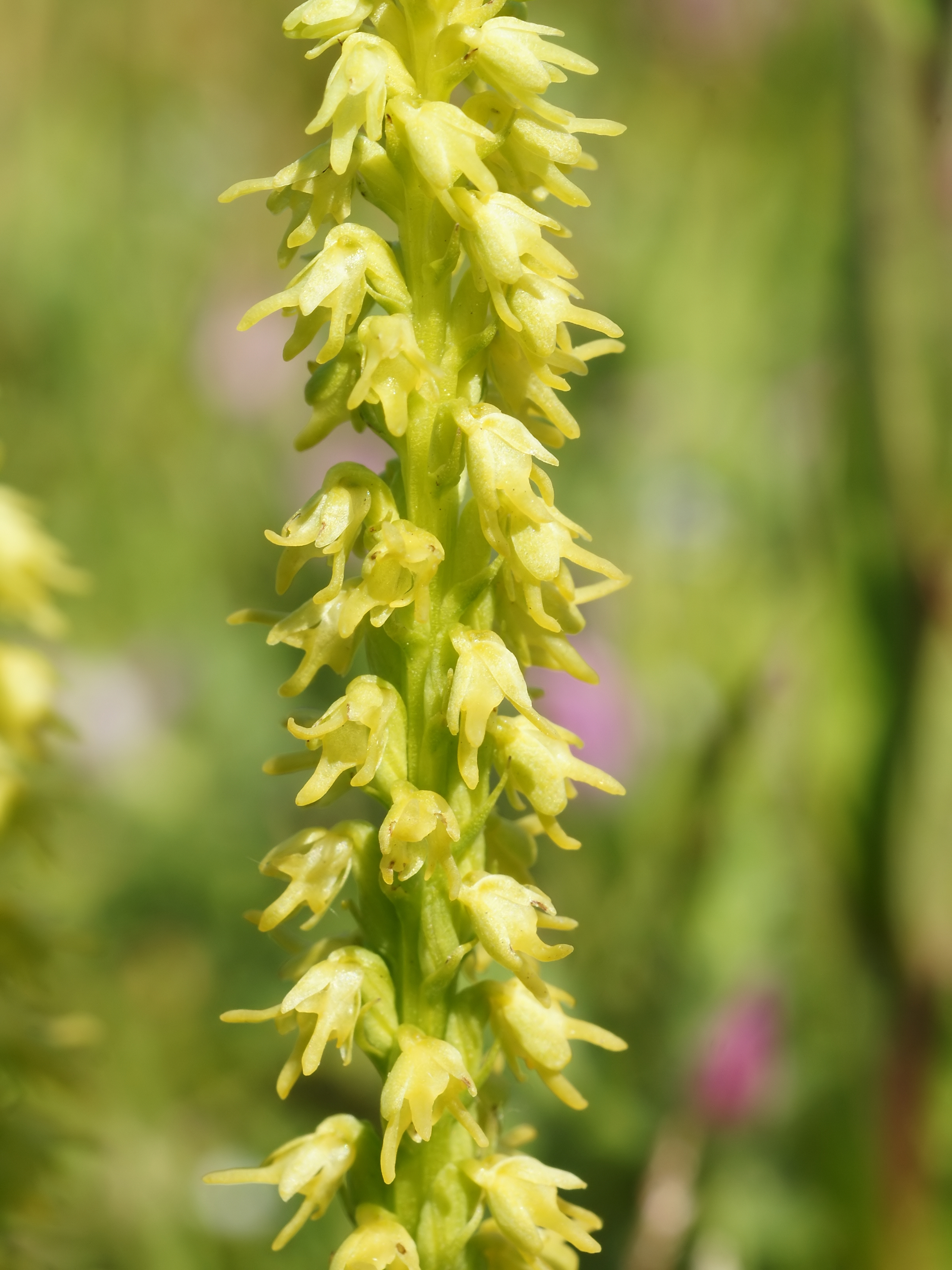
Miodokwiat krzyżowy

Miodokwiat (Herminium L.) – rodzaj bylin należących do rodziny storczykowatych (Orchidaceae). Należy do niego w szerokim ujęciu ok. 50 gatunków. W Polsce tylko jeden gatunek – miodokwiat krzyżowy, będący zarazem gatunkiem typowym rodzaju. Przedstawiciele rodzaju występują w Europie (tylko jeden gatunek) oraz w południowo-zachodniej, środkowej i wschodniej Azji.

## Morfologia
Pokrój i organy podziemneByliny z bulwami kulistymi do podłużnie elipsoidalnych, niepodzielonymi, mięsistymi, z kilkoma cienkimi korzeniami.
ŁodygaWyprostowana, u nasady z rurkowatymi pochwami.
LiśćNagi, pojedynczy lub kilka liści o blaszce eliptycznej lub lancetowatej. U nasady liście są zwinięte, obejmując łodygę.
KwiatyZebrane w wielokwiatowy kwiatostan wyprostowany, szczytowy, groniasty, nagi. Pod kwiatostanem znajduje się zwykle 1 lub więcej błoniastych liści. Oś kwiatostanu u niektórych gatunków luźno, u innych gęsto pokryta kwiatami. Poszczególne kwiaty wsparte są lancetowatymi przysadkami. Kwiaty drobne, wzniesione, odstające poziomo lub zwisające, drobne, zwykle żółtozielone i odwrócone. Zalążnia prosta lub wygięta łukowato, czasem z hakowatym końcem, zwykle skręcona, cylindryczno-wrzecionowata, naga. Listki okwiatu wyrównanej długości. Zewnętrzne wolne lub wraz z wewnętrznymi tworzą kaptur, boczne listki rozpostarte. Wewnętrzne listki okwiatu zwykle mniejsze i węższe, mięsiste, na brzegu całe lub 3- lub 5-zębne, warżka 3-łatkowa i zwykle z 3–5 ząbkami, z niewielką ostrogą. Prętosłup bardzo krótki, prosty z przylegającymi pylnikami na szczycie, pyłkowiny 2, podłużne do elipsoidalnych. Znamię jest wąskie i ma kształt litery V.
OwoceTorebki zwykle wyprostowane, podłużne.

## Systematyka
Niektóre z wyodrębnianych rodzajów mają niepewny status taksonomiczny i w szerszym ujęciu niektórzy autorzy włączają do rodzaju Herminium ok. 40, do nawet 50 gatunków. 
Pozycja systematyczna
Jeden z rodzajów podplemienia Orchidinae w plemieniu Orchideae w obrębie podrodziny storczykowych (Orchideae) z rodziny storczykowatych (Orchidaceae). Storczykowate są kladem bazalnym w rzędzie szparagowców Asparagales w obrębie jednoliściennych.
Wykaz gatunków
- Herminium alaschanicum Maxim.
- Herminium albomarginatum (King) X.H.Jin, Schuit., Raskoti & Lu Q.Huang
- Herminium albosanguineum (Renz) X.H.Jin, Schuit., Raskoti & Lu Q.Huang
- Herminium albovirens (Renz) X.H.Jin, Schuit., Raskoti & Lu Q.Huang
- Herminium biporosum Maxim.
- Herminium bulleyi (Rolfe) Tang & F.T.Wang
- Herminium chloranthum Tang & F.T.Wang
- Herminium clavigerum (Lindl.) X.H.Jin, Schuit., Raskoti & Lu Q.Huang
- Herminium coeloceras (Finet) Schltr.
- Herminium coiloglossum Schltr.
- Herminium ecalcaratum (Finet) Schltr.
- Herminium edgeworthii (Hook.f. ex Collett) X.H.Jin, Schuit., Raskoti & Lu Q.Huang
- Herminium elisabethae (Duthie) Tang & F.T.Wang
- Herminium fallax (Lindl.) Hook.f.
- Herminium fimbriatum (Raskoti) X.H.Jin, Schuit., Raskoti & Lu Q.Huang
- Herminium forceps (Finet) Schltr.
- Herminium glossophyllum Tang & F.T.Wang
- Herminium gracile King & Pantl.
- Herminium handelii X.H.Jin, Schuit., Raskoti & Lu Q.Huang
- Herminium himalayanum (Renz) X.H.Jin, Schuit., Raskoti & Lu Q.Huang
- Herminium hongdeyuanii Raskoti
- Herminium humidicola (K.Y.Lang & D.S.Deng) X.H.Jin, Schuit., Raskoti & Lu Q.Huang
- Herminium jaffreyanum King & Pantl.
- Herminium josephi Rchb.f.
- Herminium kalimpongense Pradhan
- Herminium kamengense A.N.Rao
- Herminium kumaunense Deva & H.B.Naithani
- Herminium lanceum (Thunb. ex Sw.) Vuijk
- Herminium latilabre (Lindl.) X.H.Jin, Schuit., Raskoti & Lu Q.Huang
- Herminium longilobatum S.N.Hegde & A.N.Rao
- Herminium mackinonii Duthie
- Herminium macrophyllum (D.Don) Dandy
- Herminium mannii (Rchb.f.) Tang & F.T.Wang
- Herminium monophyllum (D.Don) P.F.Hunt & Summerh.
- Herminium monorchis (L.) R.Br. – miodokwiat krzyżowy
- Herminium motuoense X.H.Jin
- Herminium neotineoides Ames & Schltr.
- Herminium ophioglossoides Schltr.
- Herminium oxysepalum (K.Y.Lang) X.H.Jin, Schuit., Raskoti & Lu Q.Huang
- Herminium pugioniforme Lindl. ex Hook.f.
- Herminium pusillum Ohwi & Fukuy.
- Herminium pygmaeum Renz
- Herminium quinquelobum King & Pantl.
- Herminium singulum Tang & F.T.Wang
- Herminium souliei (Finet) Rolfe
- Herminium suave Tang & F.T.Wang
- Herminium tangianum (S.Y.Hu) K.Y.Lang
- Herminium tibeticum X.H.Jin, Schuit. & Raskoti
- Herminium wangianum X.H.Jin, Schuit., Raskoti & Lu Q.Huang
- Herminium yunnanense Rolfe